# Méliphage à gorge blanche
Conopophila albogularis
Espèce
Statut de conservation UICN

 LC  : Préoccupation mineure
Le Méliphage à gorge blanche (Conopophila albogularis) est une espèce d'oiseau de la famille des Meliphagidae et du genre Conopophila.

## Distribution
Cet oiseau vit dans le nord de l'Australie, aux îles Aru et en Nouvelle-Guinée.

## Habitat
Il habite les mangroves.